# Kachovskaja
Kachovskaja (ryska: Ка́ховская) är västra slutstationen på Andra ringlinjen i Moskvas tunnelbana. Stationen ligger vid Kachovkatorget.[källa behövs]
Kachovskaja öppnades den 11 augusti 1969, då som sydvästra slutstationen på Zamoskvoretskajalinjen. 1984 fick södra delen av Zamoskvoretskajalinjen två grenar där den nya grenen gick rakt söderut. 1995 knoppades den ursprungliga sydvästra grenen av och blev Kachovskajalinjen, den kortaste linjen i Moskva med bara tre stationer.
Kachovskajas arkitektur är i den typiska 1960-talsstilen "Sorokonozjka" (tusenfotingen) med två rader med 40 åttakantiga betongpelare klädda i brun marmor.

## Byten
På Kachovskaja kan man byta till Sevastopolskaja på Serpuchovsko-Timirjazevskaja-linjen.

## Framtida planer
Hela Kachovskajalinjen kommer att ingå i den kommande Andra ringlinjen, så från 2018 kommer man att kunna åka vidare västerut från Kachovskaja till den kommande stationen Ziuzino.